# Nathan Grey
Nathan Patrick Grey (Gosford, 31 marzo 1975) è un ex rugbista a 15 e allenatore di rugby a 15 australiano, tre quarti centro, campione del mondo nel 1999 con gli Wallabies; dal 2020, è il direttore tecnico della franchigia dei Sunwolves in Super Rugby.

## Biografia
Nativo di Gosford, nel Nuovo Galles del Sud, ma cresciuto nel Queensland, nella cui rappresentativa statale mosse i primi passi, Grey era già atleta di interesse nazionale, tanto che fu conteso anche dal Nuovo Galles del Sud che gli offrì un contratto triennale professionistico nelle file degli Waratahs a partire dal successivo Super 12 1998.
Sempre nel 1998 esordì in Nazionale australiana, a Brisbane contro la Scozia; l'anno successivo fu incluso nella rosa che prese parte alla Coppa del Mondo di rugby 1999 in Galles, che l'Australia vinse battendo in finale la Francia, e si aggiudicò anche il Tri Nations 2001 due anni più tardi.
Presente anche alla Coppa del Mondo di rugby 2003, in cui gli Wallabies giunsero in finale battuti dall'Inghilterra, in tale competizione Grey disputò il suo ultimo incontro internazionale, contro la Nuova Zelanda in semifinale.
Terminato il suo contratto con gli Waratahs nel 2005, Grey si trasferì in Giappone nelle file del Kyuden Voltex di Fukuoka, in seconda divisione, con cui al termine della stagione 2006-07 conseguì la promozione in Top League.
Al suo attivo anche due inviti nei Barbarians, il primo dei quali nel marzo 2004 contro un XV del Galles.
Dopo il ritiro Grey si è dedicato all'attività tecnica, come allenatore degli stessi Kyuden Voltex; del 2010 fu l'ingaggio presso la neo-istituita formazione dei Melbourne Rebels, quinta franchigia australiana del Super Rugby come allenatore dei tre quarti; stesso incarico gli fu offerto tre anni dopo presso gli Waratahs, cui si affianca, dal 2015, quello di assistente allenatore della Nazionale australiana sotto la direzione di Michael Cheika, in coppia con l'altro vice Stephen Larkham.

## Palmarès
- Coppe del mondo: 1
Australia: 1999